# Reostato

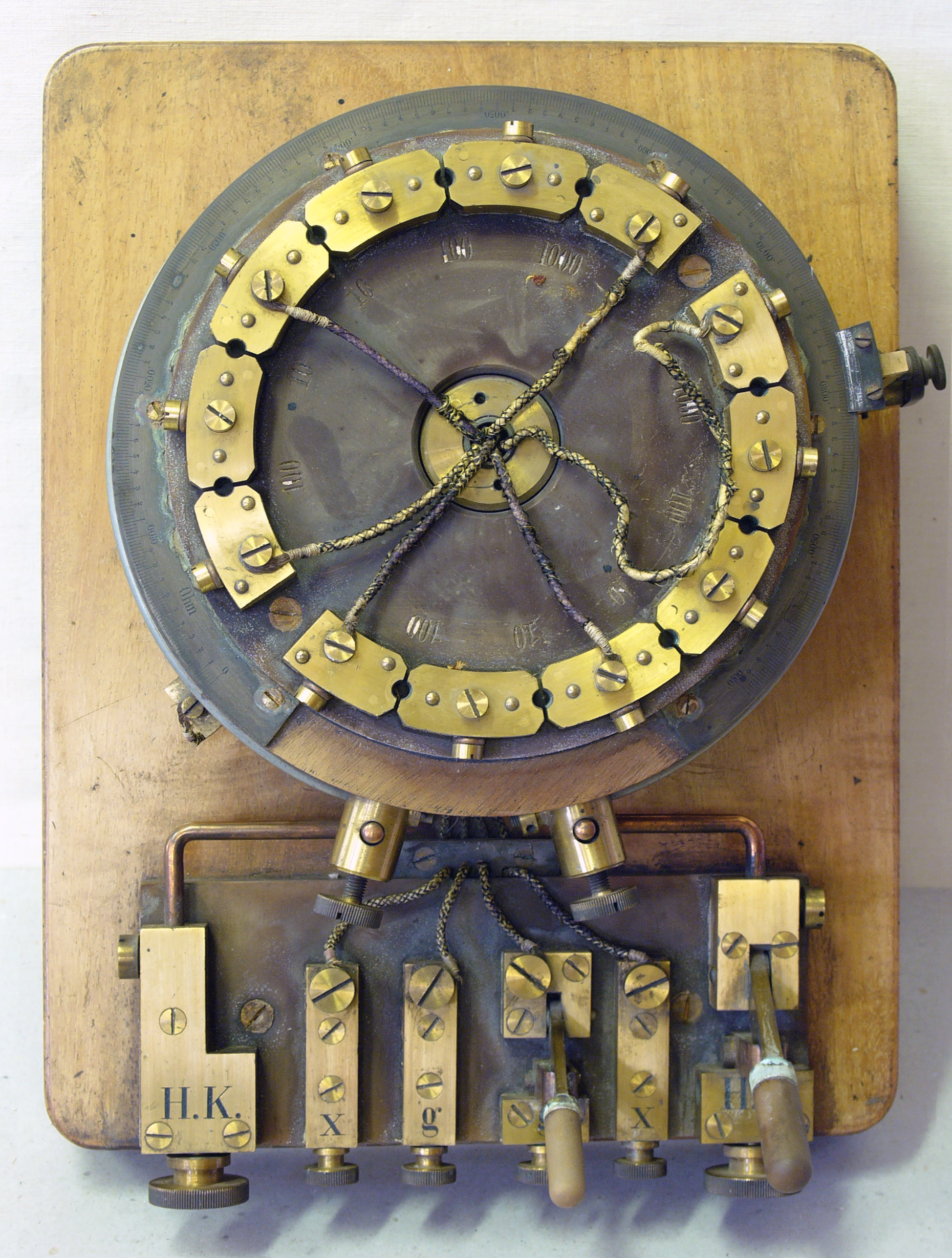
Resistencia variable en función de reóstato (alrededor de 1900).

El reostato o reóstato es una resistencia variable usada para regular de la intensidad de corriente. Se puede realizar de dos maneras equivalentes: La primera conectando el cursor de la resistencia variable a la carga con uno de los extremos al terminal de la fuente; la segunda, conectando el cursor a uno de los extremos de la resistencia variable y a la carga y el otro a un borne de la fuente de energía eléctrica, es decir, en una topología, con la carga, de circuito conexión serie.  
Los reostatos son usados en tecnología eléctrica (electrotecnia),  en tareas tales como el arranque de motores o cualquier aplicación que requiera variación de resistencia para el control de la intensidad de corriente eléctrica. 